# Аутсорсинг
Аутсорсинг (енгл. outsourcing) јесте договор у којем једна компанија унајми другу за планирану или постојећу активност која се обавља интернално,

а понекад укључује трансфер запосленика и деоница из једне фирме у другу.
Термин из енглеског језика outsourcing, који је дошао од синтагме outside resourcing (’спољашње ресурсовање’), потиче из 1981. године или ранијег времена. Концепт, за који часопис Економист каже да је „своју присутност учинио видљивом од времена Другог светског рата”, често укључује уговарање пословног процеса (нпр. обраду исплата), оперативне и споредне функције (нпр. управљање погоном или позивним центром подршке).
Представља праксу предавања јавних услуга приватним предузећима, чак и ако је у питању краткотрајна ограничена сарадња.
Укључује и страно и домаће уговарање, а каткад и офшоринг (релоцирање посла у удаљену земљу) или ниршоринг (премештање пословног процеса у оближњу земљу).
Офшоринг и аутсорсинг нису међусобно нужно укључиви: може да постоји једно без другог. Могу и да се преплићу (офшор аутсорсинг) или јединствено или заједнички, делимично или комплетно реверзују, укључујући решоринг, иншоринг и инсорсинг.